# Per-Jonstärnan
Per-Jonstärnan är en sjö i Gävle kommun i Gästrikland och ingår i Testeboåns huvudavrinningsområde. Sjön har en area på 0,0316 kvadratkilometer och ligger 70 meter över havet. Per-Jonstärnan ligger i Myrar öster om Öjaren Natura 2000-område.